# Rin del Nord-Westfàlia
El Rin del Nord-Westfàlia (en alemany: Nordrhein-Westfalen; pronunciat [ˈnordrain vestˈfaːln̩]) és un dels 16 estats federats d'Alemanya. Aquest estat, que té una població de 18 milions d'habitants, contribueix amb aproximadament el 22% del producte interior brut d'Alemanya i s'estén sobre una àrea de 34.083 km². El Rin del Nord-Westfàlia està situat a la part més occidental d'Alemanya i comparteix fronteres amb Bèlgica i els Països Baixos, i internament limita amb els estats federats de la Baixa Saxònia al nord, Renània-Palatinat al sud-oest i Hessen al sud-est. La capital de l'estat és Düsseldorf i altres ciutats importants són Colònia, Leverkusen, Essen, Dortmund, Duisburg, Oberhausen, Bielefeld, Bonn, Bochum, Münster, Aquisgrà, Gelsenkirchen i Wuppertal.

## Història

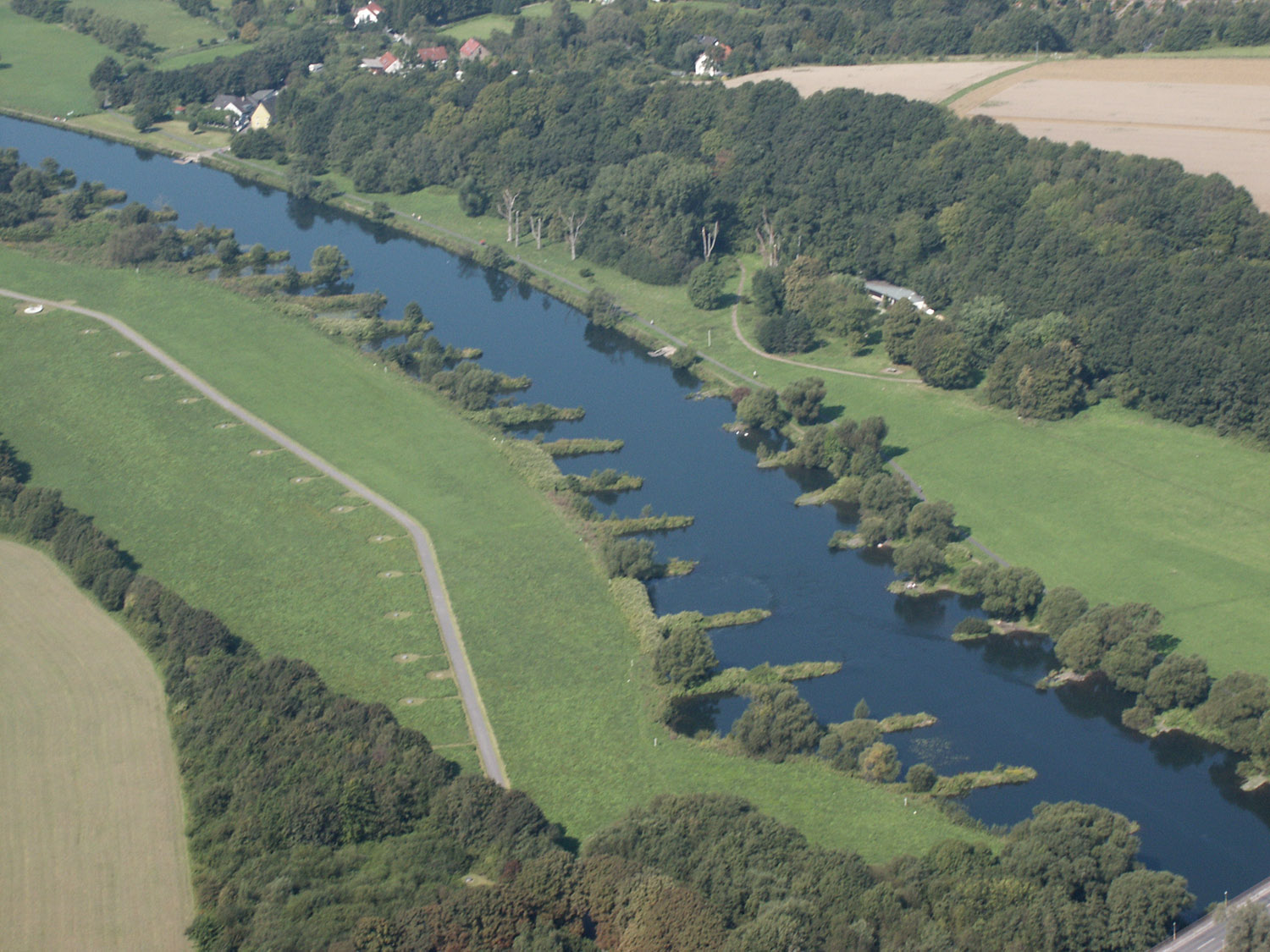
El riu Ruhr.

Al començament del segle xix, a conseqüència de les Guerres Napoleòniques, el territori que comprèn aquest estat va passar a formar part de la Confederació del Rin.
Durant el Primer Imperi Francès la part de la regió a l'oest del riu Rin va ser designada com el Departament del Roer. El 1807 Jeroni Bonaparte és nomenat rei de Westfàlia.
Després de la Segona Guerra Mundial, l'estat del Rin del Nord-Westfàlia va ser establert per iniciativa de l'ocupació militar britànica el 23 d'agost del 1946. Originalment consistia en Westfàlia i el nord de la província del Rin, que anteriorment havien format part de Prússia. El 1947 l'antic estat de Lippe es va fusionar amb el del Rin del Nord-Westfàlia, unió que va portar a les fronteres actuals de l'Estat. A continuació, va ser ratificat mitjançant un plebiscit la Constitució del Rin del Nord-Westfàlia. A diferència d'altres estats alemanys, el Rin del Nord-Westfàlia no tenia antecessors històrics. La intenció, promoguda pels aliats, era crear una regió única en la rica regió del Ruhr.
Trobar una identitat comuna entre Lippe, Westfàlia i Renània va ser un gran desafiament durant els primers anys posteriors a la creació de l'estat. Els reptes més grans en el transcurs de la postguerra van ser la reconstrucció de les ciutats i l'establiment d'un Estat democràtic. A continuació, es va haver de redissenyar l'estructura econòmica desenvolupada com a resultat del declivi de la indústria minera, que va ser tema central de la política nacional.
Les eleccions del Rin del Nord-Westfàlia, celebrades el 22 de maig del 2005, van concedir a la CDU una victòria inesperada. El seu principal candidat Jürgen Rüttgers va construir un nou govern de coalició format per la CDU i l'FDP, que va substituir l'anterior govern encapçalat per Peer Steinbrück. Aquesta coalició es manté avui dia, amb Armin Laschet com a Ministre-president (en alemany: Ministerpräsident) de l'estat des del 27 de juny de 2017.

## Geografia
El territori del Rin del Nord-Westfàlia està situat al nord-oest d'Alemanya i està dominat per la plana de Westfàlia. Les comarques de Sauerland, Bergisches Land i Siegerland al sud són boscoses amb muntanyes d'altures compreses entre els 500 i els 800 metres. A l'oest hi ha les cadenes muntanyenques d'Eifel i la plana del Niederrhein.
Al centre de l'estat federat es troba la regió del Ruhr amb les ciutats de Bottrop, Gelsenkirchen, Herne i Recklinghausen al nord, Dortmund, Hamm i Hagen a la part oriental, Bochum, Essen, Oberhausen i Mülheim an der Ruhr a la part central, així com Duisburg i Moers a la part occidental.

### Regions administratives i governamentals

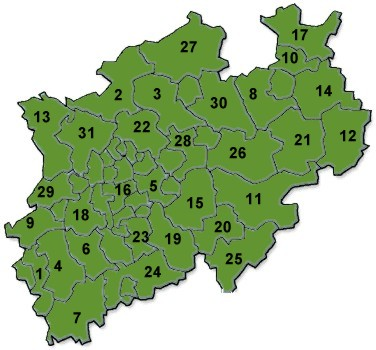
Districtes de Rin del Nord - Westfàlia:
1. Aquisgrà (Aachen)
2. Borken
3. Coesfeld
4. Düren
5. Ennepe-Ruhr
6. Rhein-Erft-Kreis
7. Euskirchen
8. Gütersloh
9.Heinsberg
10.Herford
11. Hochsauerland
12. Höxter
13. Cleves (Kleve)
14. Lippe
15. Märkischer Kreis
16. Mettmann
17. Minden-Lübbecke
18. Rhein-Kreis Neuss
19. Oberbergischer Kreis
20. Olpe
21. Paderborn
22. Recklinghausen
23. Districte de Rhein-Berg (Rheinisch-Bergischer Kreis)
24. Rhein-Sieg
25. Siegen-Wittgenstein
26. Soest
27. Steinfurt
28. Unna
29. Viersen
30. Warendorf
31. Wesel

L'estat federat del Rin del Nord-Westfàlia es divideix en 5 regions administratiuves i governamentals, que són: Regió d'Arnsberg, Regió de Colònia, Regió de Detmold, Regió de Düsseldorf i Regió de Münster.
També se sol dividir en tres parts principals, amb més significat històric: Rin del Nord (la part septentrional de Renània), Westfàlia i Lippe (incorporada des del 1947). Hi ha diferents espais naturals i socioculturals que influeixen en les diferents regions, i són els següents:
- Renània
  - Bergisches Land
  - Eifel
  - Regió d'Aquisgrà
  - Niederrhein
  - Rheinschiene
  - Regió de Colònia/Bonn
- Westfàlia
  - Münsterland
  - Minden-Ravensberg
  - Hochstift Paderborn
  - Sauerland
  - Siegerland
- Lippe
  - Lipper Land

Ciutats del Rin del Nord - Westfàlia
- Aquisgrà (Aachen)
- Bergisch Gladbach
- Bielefeld
- Bochum
- Bonn
- Bottrop
- Dortmund
- Duisburg
- Düsseldorf
- Essen
- Gelsenkirchen
- Hagen
- Hamm
- Herne
- Colònia (Köln)
- Iserlohn
- Krefeld
- Leverkusen
- Mönchengladbach
- Mülheim
- Münster
- Oberhausen
- Remscheid
- Solingen
- Wuppertal

## Economia
Aquest estat ha canviat la seva tradicional imatge de sector industrial i s'ha convertit en un dels focus principals de l'ecotecnologia, activitat asseguradora, financera i firal, i és una plataforma mediàtica a nivell europeu.
Prop de 40 de les cent empreses més grans alemanyes tenen la seva seu al Rin del Nord-Westfàlia. En són exemples Bayer i Bertelsmann.
Si fos una nació econòmicament autònoma, aquest estat ocuparia el dissetè lloc entre les economies mundials. Aproximadament el 20% de totes les mercaderies exportades per Alemanya són manufacturades aquí.

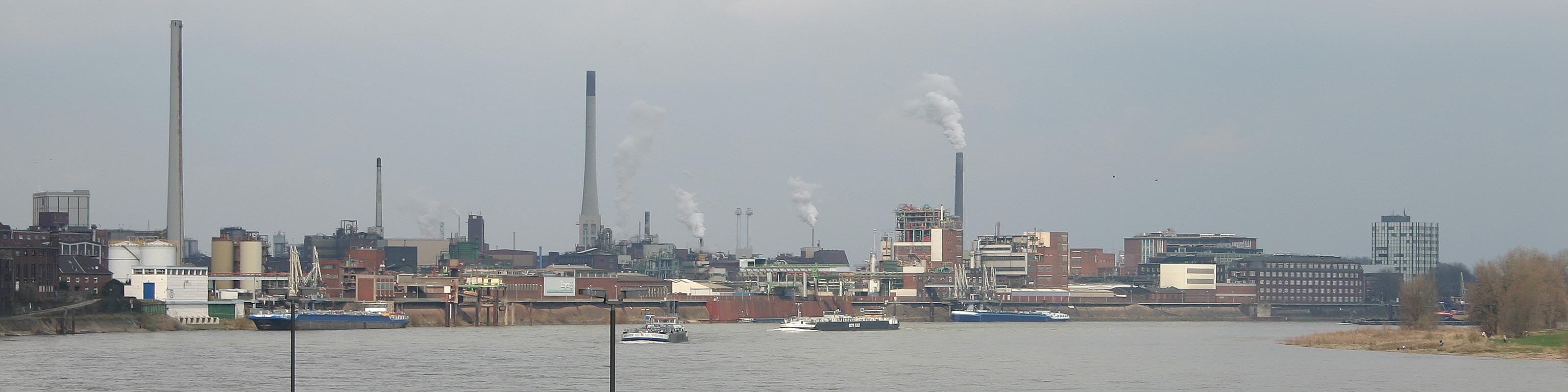
Seu industrial de Bayer a la vora del riu Rin, a Krefeld.

Renània va formar part d'una de les conques mineres més importants en el procés d'industrialització d'Europa.
| Any              | 2005 | 2006 | 2007 | 2008 | 2009 | 2010 | 2011 | 2012 | 2013 | 2014 | 2015 | 2016 | 2017 | 2018 | 2019 | 2020 | 2021 | 2022 | 2023 |
| ---------------- | ---- | ---- | ---- | ---- | ---- | ---- | ---- | ---- | ---- | ---- | ---- | ---- | ---- | ---- | ---- | ---- | ---- | ---- | ---- |
| Taxa d'atur en % | 12,0 | 11,4 | 9,5  | 8,5  | 8,9  | 8,7  | 8,1  | 8,1  | 8,3  | 8,2  | 8,0  | 7,7  | 7,4  | 6,8  | 6,5  | 7,5  | 7,3  | 6,8  | 7,2  |

## Cultura, educació i esports
El Rin del Nord-Westfàlia és un estat molt important en l'educació i en els esports, amb importants i prestigioses universitats com la Universitat de Münster, i amb importants clubs de futbol com el Borussia Dortmund, el Bayer 04 Leverkusen i el Schalke 04.

### Religió
El Rin del Nord-Westfàlia és una regió amb un panorama religiós històricament divers. El grup religiós més gran són els cristians catòlics, que conformen un 42% de la població total. El segon grup més nombrós són els creients cristians evangèlics amb el 28%. El grup religiós més nombrós no cristià és el musulmà, que representa al voltant del 3% de la població total. El percentatge de no creients (agnòstics i ateus) és de prop del 25%. La constitució de l'estat garanteix el dret al lliure exercici de la religió i reconeix el rol de les esglésies, amb un paper especial en la societat quant a l'educació.

## Llista de ministres presidents del Rin del Nord-Westfàlia
| Ministres-Presidents del Rin del Nord - Westfàlia | Ministres-Presidents del Rin del Nord - Westfàlia | Ministres-Presidents del Rin del Nord - Westfàlia | Ministres-Presidents del Rin del Nord - Westfàlia | Ministres-Presidents del Rin del Nord - Westfàlia | Ministres-Presidents del Rin del Nord - Westfàlia |
| Núm.                                              | Nom                                               | Naixement-Mort                                    | Partit                                            | Inici de mandat                                   | Fi de mandat                                      |
| ------------------------------------------------- | ------------------------------------------------- | ------------------------------------------------- | ------------------------------------------------- | ------------------------------------------------- | ------------------------------------------------- |
| 1                                                 | Rudolf Amelunxen                                  | 1888–1969                                         | Zentrum                                           | 30 d'agost de 1946                                | 16 de juny de 1947                                |
| 2                                                 | Karl Arnold                                       | 1901–1958                                         | CDU                                               | 16 de juny de 1947                                | 20 de febrer de 1956                              |
| 3                                                 | Fritz Steinhoff                                   | 1897-1969                                         | SPD                                               | 20 de febrer de 1956                              | 21 de juliol de 1958                              |
| 4                                                 | Franz Meyers                                      | 1908-2002                                         | CDU                                               | 21 de juliol de 1958                              | 8 de desembre de 1966                             |
| 5                                                 | Heinz Kühn                                        | 1912-1992                                         | SPD                                               | 8 de desembre de 1966                             | 20 de setembre de 1978                            |
| 6                                                 | Johannes Rau                                      | 1931-2006                                         | SPD                                               | 20 de setembre de 1978                            | 27 de maig de 1998                                |
| 7                                                 | Wolfgang Clement                                  | *1940                                             | SPD                                               | 27 de maig de 1998                                | 20 d'octubre de 2002                              |
| 8                                                 | Peer Steinbrück                                   | *1947                                             | SPD                                               | 6 de novembre de 2002                             | 21 de juny de 2005                                |
| 9                                                 | Jürgen Rüttgers                                   | *1951                                             | CDU                                               | 21 de juny de 2005                                | 14 de juliol de 2010                              |
| 10                                                | Hannelore Kraft                                   | *1961                                             | SPD                                               | 14 de juliol de 2010                              | 27 de juny de 2017                                |
| 11                                                | Armin Laschet                                     | *1961                                             | CDU                                               | 27 de juny de 2017                                | 27 d'octubre de 2021                              |
| 12                                                | Hendrik Wüst                                      | *1975                                             | CDU                                               | 27 d'octubre de 2021                              | actualitat                                        |

## Personatges il·lustres de Rin del Nord - Westfàlia
- Michael Schumacher
- Ludwig van Beethoven
- Claudia Schiffer
- Heidi Klum
- Franz von Papen
- Klaus Barbie
- Karl Weierstrass
- Ralf König
- Friedrich Engels
- Wim Wenders
- Marc-André ter Stegen
- Tom Tykwer
- Franka Potente
- Heinrich Böll
- Pina Bausch
- Karlheinz Stockhausen